# Монтан и Максима
Монтан и Максима (IV век) — христианский священник и его жена, известные как сирмийские мученики. День памяти — 26 марта.
Согласно преданию, Монтан и его супруга Максима жили в IV веке в городе Сирмий (расположен на территории современной Сербии). Во время так называемого "великого гонения" на христиан римского императора Диоклетиана супруги были схвачены и предстали перед судом в Сирмии или Сингидунуме (современный Белград). Монтан и Максима были убиты мечом прямо во время суда, а их тела были утоплены в реке Сава.
Христианская община Паннонии смогла сохранить мощи святых, которые были перенесены в Рим, в катакомбы святой Прискиллы на Саларианской дороге. По легенде, в 1804 году, когда катакомбы были открыты, мощи святой Максимы оказались нетленными. В настоящее время мощи хранятся в византийском монастыре Кларисс, штат Огайо, США.